# Birin
Birin (tiếng Ả Rập: بيرين) là một ngôi làng Syria nằm trong phó huyện Hirbnafsah ở huyện Hama. Theo Cục Thống kê Trung ương Syria (CBS), Birin có dân số 2.597 người trong cuộc điều tra dân số năm 2004.